# Jenna Dewanová
Jenna Lee Dewanová (nepřechýleně Dewan; * 3. prosince 1980, Hartford, Connecticut, USA), také Jenna Dewanová-Tatumová, je americká herečka a tanečnice. Začala tančit pro zpěvačku Janet Jacksonovou a později pro Pink, Missy Elliott a Christinu Aguileru. Nejvíce se proslavil filmovou rolí Nory ve filmu Let's Dance z roku 2006. Objevila se v seriálech The Playboy Club, American Horror Story: Asylum nebo Witches of East End. Během let 2017–2018 moderovala televizní taneční soutěž World of Dance.

## Životopis
Jenna se narodila v Hartfordu v Connecticutu a je dcerou Nancy Smith (rozené Bursh) a Darrylla Dewana. Její otec má libanonské a polské kořeny a její matka německé a anglické. Její rodiče se rozvedli, když byla malá a její matka se provdala za Claudeho Brooks Smitha. Navštěvovala Grapevine High School v Grapevine v Texasu, kde patřila k roztleskávačkám. Odmaturovala v roce 1999 a byla zvolena královnou ročníku. Poté nastoupila na Univerzitu Jižní Kalifornie a byla členkou Pi Beta Phi.

## Kariéra

### Tanec
Před hereckou kariérou Jenna pracovala jako tanečnice pro umělce jako Janet Jacksonovou, 'N Sync, Seana Combse, Toni Braxton, Celine Dion, Pink, Missy Elliott, Rickyho Martina a Billyho Crawforda. Objevila se ve videoklipech Janet Jacksonové k písničkám „Doesn't Really Matter“ a „All for You“ a také vyjela na turné All for You Tour a později na turné 'N Sync nazvané Popodyssey Tour. Jako tanečnice se objevila ve filmu Žába k zulíbání. Zahrála si ve videoklipu Christiny Aguilery k písničce „Not Myself Tonight“ v roce 2010.

### Herectví
První role přišla se seriálem stanice Fox Quintuplets v roce 2004. Jako host se objevila v seriálech Mladí a neklidní, Joey a Melrose Place. V roce 2005 získala roli v hororovém filmu Tamara. O rok později se objevila ve filmech Smrtící nenávist a Tančím, abych žil. V ten samý rok získala roli studentky Nori v tanečním filmu Let's dance. Film vydělal přes 119 milionů dolarů po celém světě.

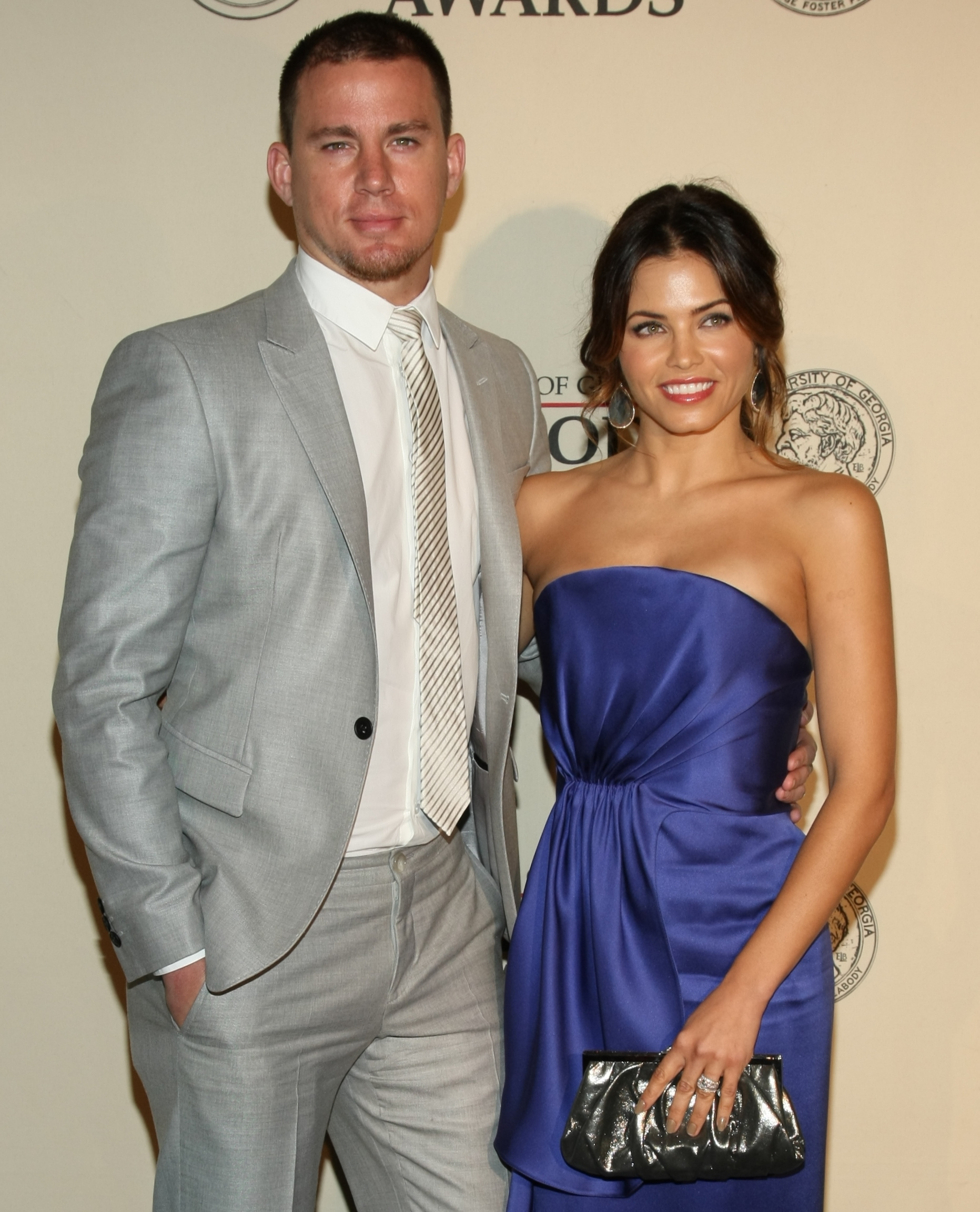
Channing Tatum a Jenna Dewanová-Tatumová v roce 2012

V srpnu 2008 se objevila v televizním filmu stanice Lifetime Skandál Texaských roztleskávaček, ve kterém si zahrála trenérku Emmu Carr. V roce 2009 získala roli ve filmu Americká panna, po boku Roba Schneidera. V roce 2010 byla obsazena do filmu Podraz, který byl vydán přímo na DVD v září roku 2011.
V březnu 2011 získala roli v seriálu stanice NBC The Playboy Club. Seriál měl premiéru 19. září a sledovalo ho přes 5,2 milionů diváků. Kvůli nízké sledovanosti byl seriál zrušen po třech odvysílaných epizodách. Ve stejném roce se objevila ve filmu Jak na holky, který měl premiéru v Německu v roce 2009, ale ve Spojených státech byl vydán až v listopadu roku 2011.
Objevila se v romantické komedii 10 Years, který produkoval její manžel Channing Tatum. Film měl premiéru 14. září 2012. Ten samý rok se objevila v hororovém seriálu American Horror Story: Asylum jako Teresa Morrison.
Od roku 2013 hraje v seriálu stanice Lifetime Witches of East End jednu z hlavních rolí, roli Freyi Beauchamp. V roce 2015 se objevila v seriálu Supergirl, kde hraje Lucy Lane, sestru Lois Lane a přítelkyni Jamese Olsena. Během let 2017–2018 moderovala televizní taneční soutěž World of Dance. Od roku 2018 hraje vedlejší roli v seriálu Doktoři.

## Osobní život
V roce 2006 potkala na natáčení filmu Let's Dance herce Channinga Tatuma a dvojice spolu začala krátce po skončení natáčení chodit. Pár se zasnoubil v září 2008 na Maui a vzali se 11. července 2009. Jejich dcera Everly se narodila 31. května roku 2013 v Londýně. V dubnu 2018 pár oznámil rozchod. O šest měsíců později podala Jenna žádost o rozvod. Od léta 2018 chodí s muzikálovým hercem Stevem Kazeem. V září 2019 oznámila, že se Stevem čeká dítě.
V únoru 2020 se Jenna a Steve zasnoubili. 6. 3. 2020 se jí narodil syn Callum.
Jenna bojuje za práva zvířat a je veganka.
Svojí dceru Everly vychovává jako vegetariánku, ale nechá ji samotnou rozhodnout, co chce jíst, až bude starší.

## Filmografie

### jako herečka

#### Film
| Rok  | Název                   | Role               | Poznámky     |
| ---- | ----------------------- | ------------------ | ------------ |
| 2002 | Žába k zulíbání         | Bianca Salsa dívka |              |
| 2005 | Kontaminace             | Devi               |              |
| 2005 | Tamara                  | Tamara Riley       |              |
| 2006 | Tančím, abych žil       | Sasha              |              |
| 2006 | Let's Dance             | Nora Clark         |              |
| 2006 | Smrtící nenávist        | Sally              |              |
| 2008 | Láska krvácí            | Amber              | Přímo na DVD |
| 2009 | Falling Awake           | Alessandra         |              |
| 2009 | Šest žen Henryho Lefaye | Sarah Jane         |              |
| 2009 | Jak na holky            | Molly Taylor       |              |
| 2009 | Americká panna          | Priscilla White    |              |
| 2011 | Balls to the Wall       | Rachel Matthews    |              |
| 2011 | Legenda o pekelné bráně | Katherine Prescott |              |
| 2011 | 10 Years                | Jess               |              |
| 2011 | Podraz                  | Mia                |              |
| 2012 | Slightly Single in L.A. | Hallie             |              |
| 2019 | Berlin, I Love You      | Mandy              |              |
| 2019 | The Wedding Year        | Jessica            |              |

#### Televize
| Rok       | Název                             | Role                  | Poznámky                                  |
| --------- | --------------------------------- | --------------------- | ----------------------------------------- |
| 2004      | Quintuplets                       | Haley                 | díl: Little Man on Campus                 |
| 2004      | Mladí a neklidní                  | Donna                 | 2 díly                                    |
| 2005      | Joey                              | Tanya                 | díl: Joey a rozvrat                       |
| 2008      | Skandál Texaských roztleskávaček  | Emma Carr             | TV film                                   |
| 2009      | Melrose Place                     | Kendra Wilson         | 2 díly                                    |
| 2011      | The Playboy Club                  | Janie                 | Hlavní role, 3 díly                       |
| 2012–2013 | American Horror Story: Asylum     | Tera Morrison         | 6 dílů (2 nekreditované)                  |
| 2013–2014 | Witches of East End               | Freya Beauchamp       | Hlavní role, 23 dílů                      |
| 2013      | Příběh vražedkyně                 | Sarah Pender          | TV film                                   |
| 2014      | The Mindy Project                 | Brooke                | díl: Be Cool                              |
| 2014      | Umíte tančit?                     | Samu sebe             | Hostující porotce, 3 díly                 |
| 2015–2016 | Supergirl                         | Lucy lane             | Vedlejší role, 13 dílů                    |
| 2016      | No Tomorrow                       | Tuesday               | díl: No Holds Barred                      |
| 2016      | Bitva playbacků                   | Samu sebe             | díl: Channing Tatum vs. Jenna Dewan-Tatum |
| 2007      | Hollywood Medium with Tyler Henry | Samu sebe             | díl vysílaný 12. července 2017            |
| 2017–2018 | Man with a Plan                   | Jen                   | 2 díly                                    |
| 2017–2018 | World of Dance                    | Samu sebe/moderátorka |                                           |
| 2018      | Blaze and the Monster Machines    | Malý králíček (hlas)  | díl: Breaking the Ice                     |
| 2018–2019 | Doktoři                           | Julian Booth          | vedlejší role (2. řada), 8 dílů           |
| 2019      | Soundtrack                        | Joanna                | hlavní role, 10 dílů                      |
| 2020      | Flirty Dancing                    | Samu sebe/moderátorka |                                           |
| 2020      | The Rookie                        | Baylei Nune           |                                           |

#### Internet
| Rok  | Název                                   | Role      |
| ---- | --------------------------------------- | --------- |
| 2017 | Embarrasing Vision Boards from Our Past | Samu sebe |

#### Hudební videa
| Rok  | Název                               | Role               |
| ---- | ----------------------------------- | ------------------ |
| 1999 | „So Real“                           | Mandy Moore        |
| 2000 | „He Wasn't Man Enough“              | Toni Braxton       |
| 2000 | „Upside Down“                       | A-Teens            |
| 2000 | „Doesn't Really Matter“             | Janet Jacksonová   |
| 2000 | „Honey Bee“                         | Belle Perez        |
| 2001 | „You're No Good“                    | Ellie Campbell     |
| 2001 | „All for You“                       | Janet Jacksonová   |
| 2002 | „Gossip Folks“                      | Missy Elliott      |
| 2003 | „One Heart“                         | Celine Dion        |
| 2003 | „Juramento“                         | Ricky Martin       |
| 2006 | „(When You Gonna) Give It Up to Me“ | Sean Paul          |
| 2006 | „Get Up“                            | Ciara              |
| 2010 | „Not Myself Tonight“                | Christina Aguilera |

### jako producentka
| Rok       | Název               | Role                | Poznámky           |
| --------- | ------------------- | ------------------- | ------------------ |
| 2010      | Earth Made of Glass | výkonná producentka | dokument           |
| 2018–2019 | Step Up: High Water | výkonná producentka | internetový seriál |

## Ocenění a nominace
| Rok  | Ocenění            | Kategorie                                                     | Práce               | Výsledek  |
| ---- | ------------------ | ------------------------------------------------------------- | ------------------- | --------- |
| 2007 | Teen Choice Awards | nejlepší filmová taneční scéna (sdíleno s Channingem Tatumem) | Let's Dance         | vítězství |
| 2012 | Peabody Award      | nejlepší výkonný producent                                    | Earth Made of Glass | vítězství |